# Горец пронзённолистный

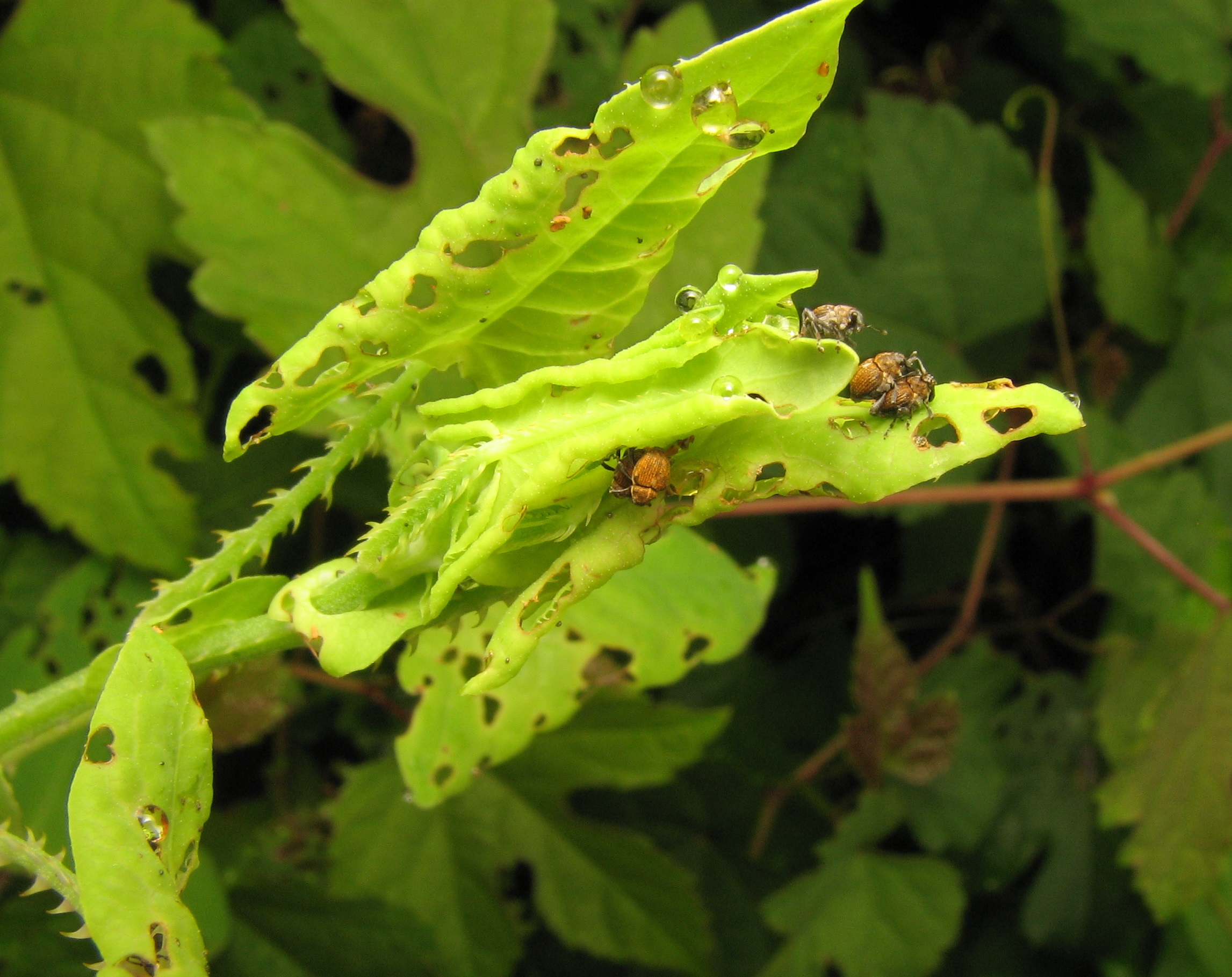
Листья поедает Rhinoncomimus latipes

Горец пронзённолистный (лат. Persicaria perfoliata) — вид цветкового растения семейства Гречишные (Polygonaceae). Это цепляющая травянистая лиана с колючими стеблями и треугольными листьями. Произрастает в большей части умеренной и тропической восточной Азии, встречается в восточной части России и на севере Японии, а его ареал простирается до Филиппин и Индии на юге. Агрессивный высокоинвазивный сорняк. Встречается под синонимичным названиями Chylocalyx perfoliatus (L.) — хилокаликс пронзённолистный и Truellum perfoliatum (L.) Soják — колючестебельник пронзённолистный. 
В Европе включен с 2016 в список инвазивных чужеродных видов, вызывающих озабоченность ЕС. Это означает, что этот вид нельзя импортировать, выращивать, перевозить, продавать, сажать или преднамеренно выпускать в окружающую среду на всей территории Европейского Союза. В Северной Америке ведет себя довольно агрессивно, активно распространяясь и захватывая новые территории. За быстрый рост американцы называют его "mile-a-minute weed" (миля в минуту), devil's-tail (хвост дьявола), tearthumb (гигантский слезоточивый палец) и азиатский слезоточивый палец. 

## Описание
Многолетник, но по другим данным однолетник.  
Стебель длиной до 1–2(7) м, лазающий, лежачий или восходящий, ветвящийся, красноватый, вооруженный направленными вниз крючками или зазубринами до 3–4 мм длиной, которые также присутствуют на нижней стороне листовых пластинок. 
Листья светло-зеленые, листовая пластинка имеет форму равностороннего треугольника 4–7 × 4,5–9 см, листья чередуются вдоль узких нежных стеблей. Черешки длинные и тонкие, длиной 2–7 см, также покрыты шипами. 
Характерные круглые, чашеобразные листовые структуры, называемые раструбами, окружают стебель через определенные промежутки. Цветочные почки, а затем цветы и плоды появляются внутри раструба.
Цветки мелкие, белые и обычно невзрачные. Цветки собраны по 5–20 штук в короткие, плотные, одиночные кисти длиной 1–2,5 см, конечные или пазушные. Околоцветник 3,5–4,3 мм длиной, зеленовато-белый, на ⅔—¾ своей длины разделённый на 5 долей, при плодоношении становится мясистым, синеватым, ягодообразным. Тычинок 8, с пыльниками 0,3–0,4 мм длиной. Рылец 3, однобоко-головчатых, на стиле около 0,5 мм длиной, столбик до 0.1 мм длиной, при плодоношении отмирающий.

Съедобные плоды — семянки — привлекательные, покрыты массивными металлически-синими долями-околоплодниками, благодаря которым плод напоминает ягоду, сегментированные, каждый сегмент содержит одно блестящее, чёрное или красновато-чёрное семя.

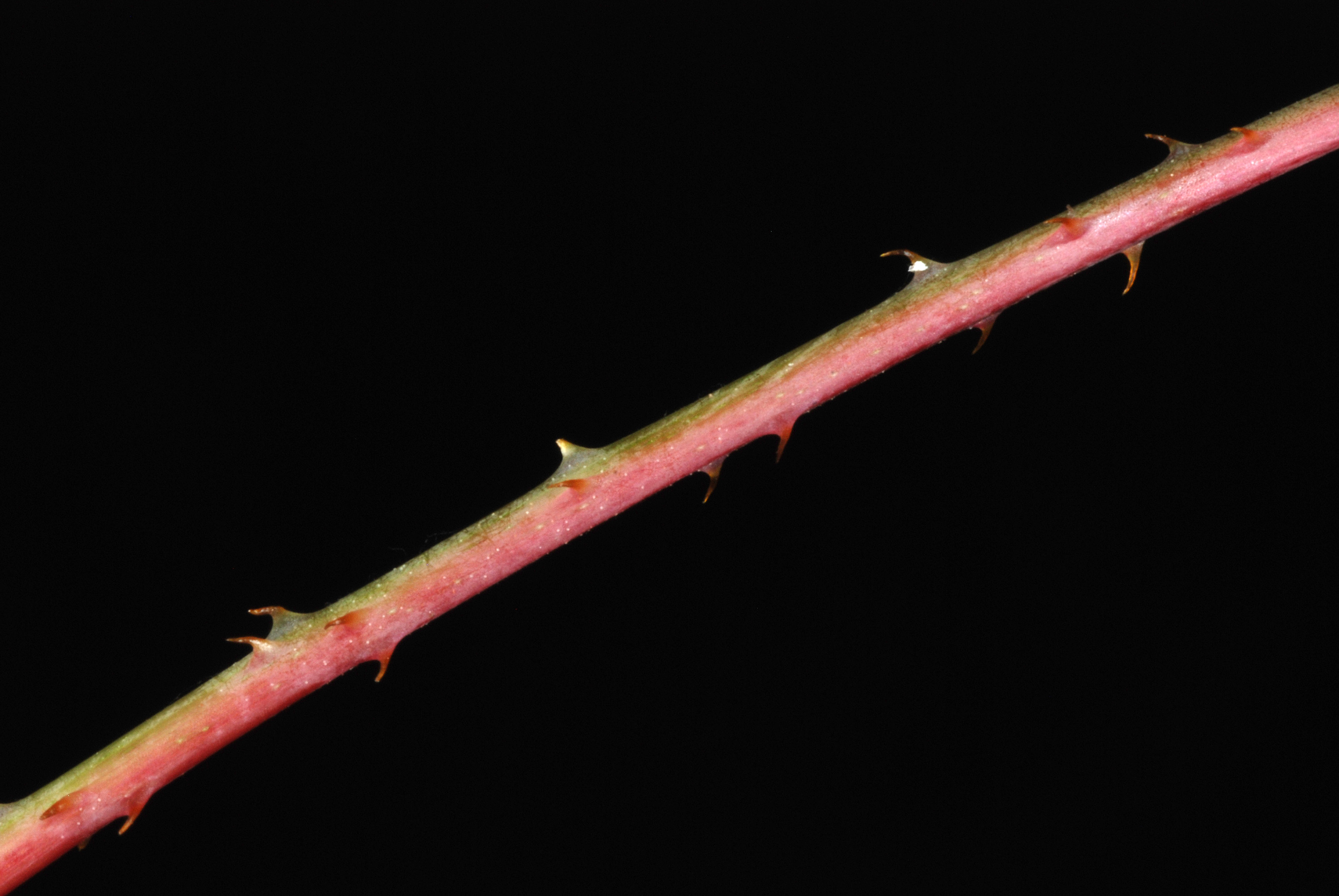
Стебель с шипами, направленными назад
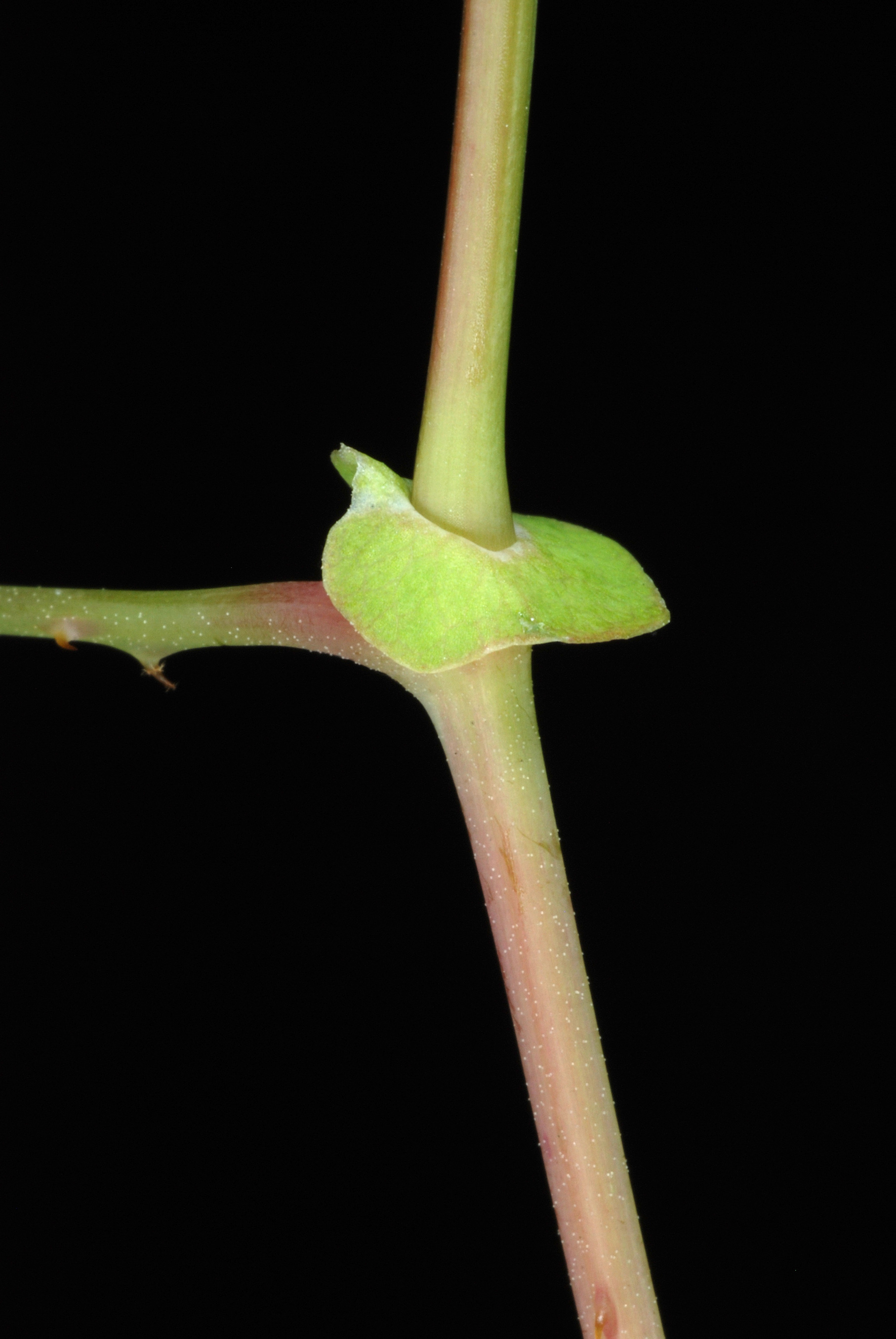
Раструб, который напоминает стеблеобъемлющий лист
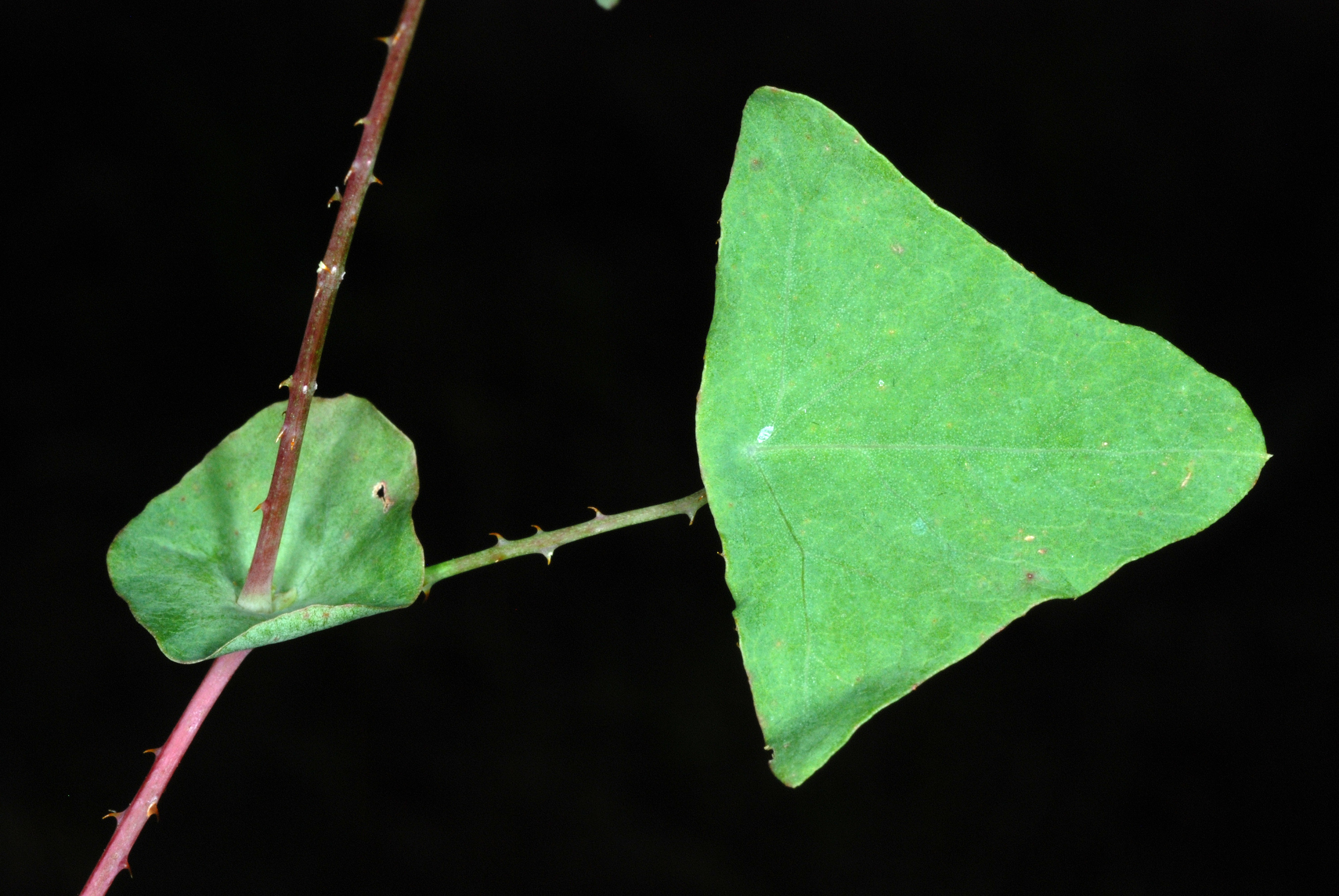
Треугольный лист и растуб
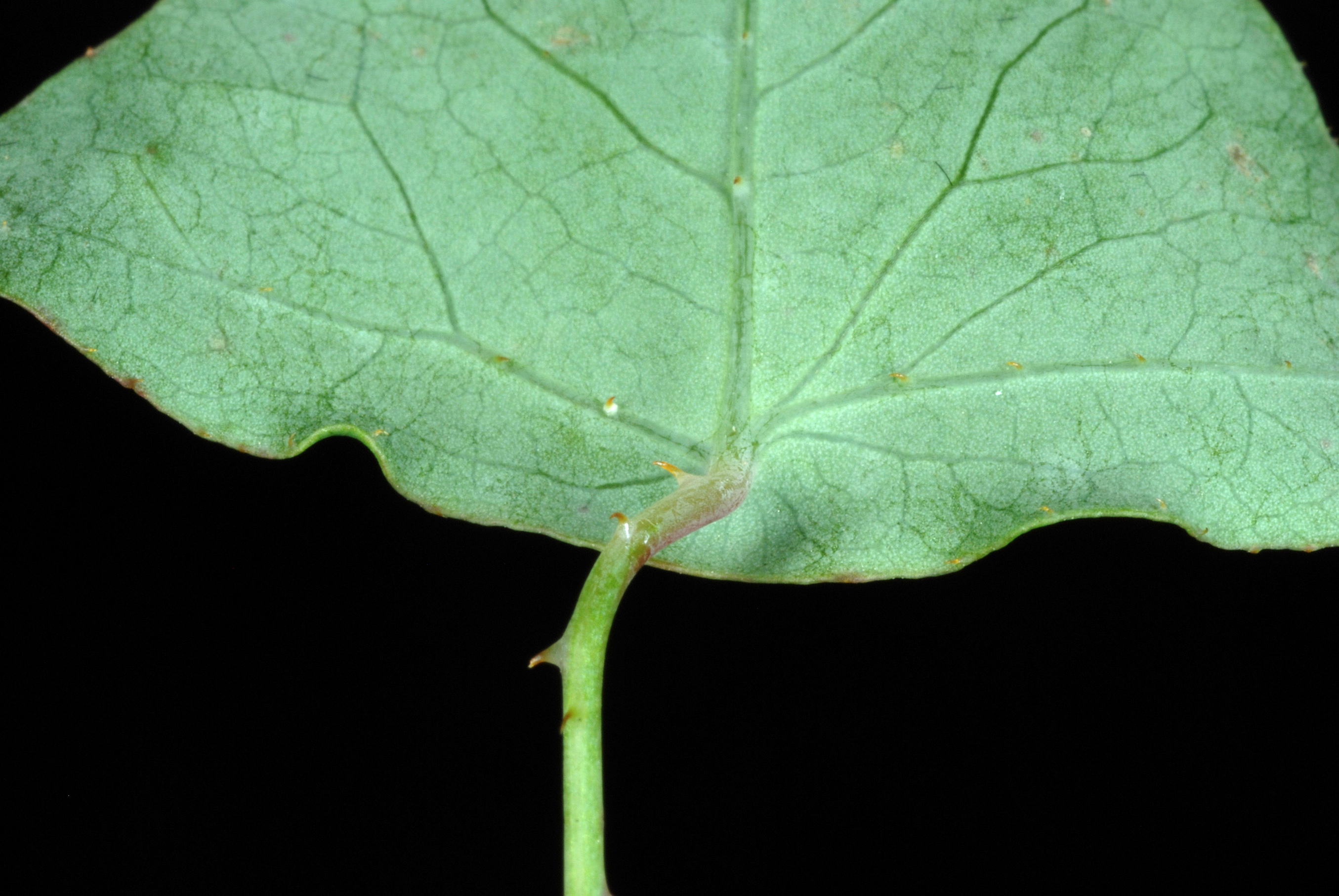
Щитовой лист с прикреплением черешка не к краю листовой пластинки
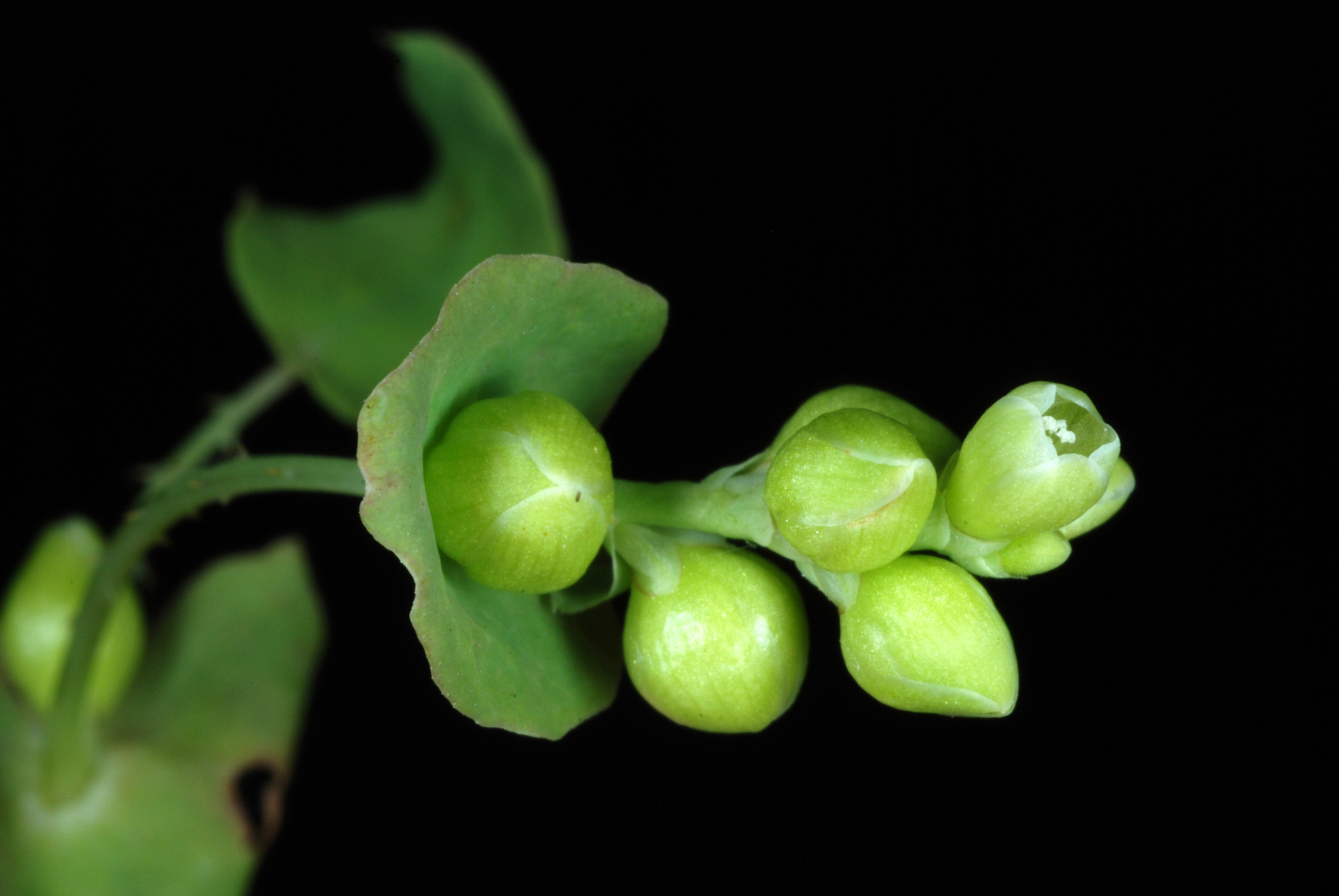
Соцветие в стадии бутонизации
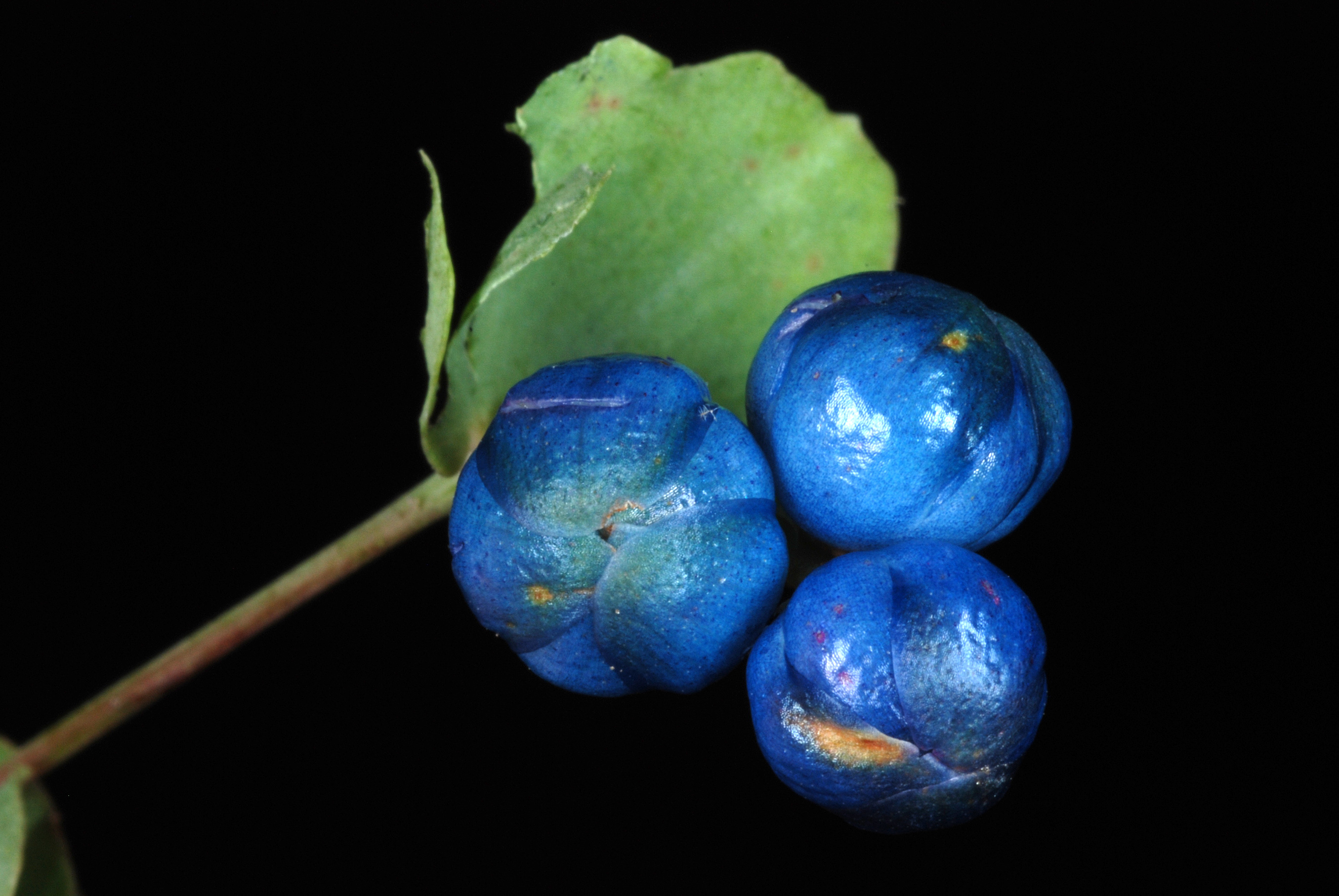
Соплодие с синими околоплодниками

## Среда обитания
Persicaria perfoliata предпочитает теплые открытые участки, по краям леса, заболоченные места, берега ручьев и обочины дорог, а также невозделанные открытые поля, возникшие как по естественным, так и по антропогенным причинам, густые лесные массивы, где надлесье открылось, увеличивая поток солнечного света на лесную подстилку. Природные зоны, такие как берега ручьев, парки, открытые пространства, обочины дорог, опушки лесов и линии заборов, окраины полей и места произрастания сорняков в населенных пунктах являются типичными местами для обнаружения P. perfoliata. Это также происходит в очень влажной среде с плохой структурой почвы.
Доступный свет и влажность почвы являются неотъемлемой частью успешной колонизации этого вида. Он будет терпеть тень в течение части дня, но ему нужен 63-100% доступного света. Способность P. perfoliata прикрепляться к другим растениям своими загнутыми шипами и карабкаться по растениям, чтобы достичь области с высокой интенсивностью света, является ключом к ее выживанию. Она может выжить в районах с относительно низкой влажностью почвы, но предпочитает высокую влажность почвы.

### Ареал
В России: Амурская область, Приморский край, Хабаровский край, Кавказ (заносн.). 
В США: Коннектикут, Делавэр, округ Колумбия, Мэриленд, Миссисипи, Нью-Джерси, Нью-Йорк, Огайо, Орегон, Пенсильвания, Род-Айленд, Вирджиния, Западная Вирджиния. 
В целом по миру: Малайский архипелаг, Китай, Япония, Иран, Южная и Малая Азия. 

## Синонимы
Согласно базе данных GBIF на февраль 2023 в синонимику вида входят следующие обозначения:
- ≡ Ampelygonum perfoliatum (L.) Roberty & Vautier
- = Chylocalyx perfoliatus (L.) Hassk. — Хилокаликс пронзённолистный
- = Chylocalyx perfoliatus (L.) Hassk. ex Miq.
- ≡ Echinocaulon perfoliatum (L.) Meisn.
- = Echinocaulon perfoliatum (L.) Meisn. ex Hassk.
- ≡ Fagopyrum perfoliatum (L.) Raf.
- = Polygonum arifolium var. perfoliatum L.
- = Polygonum paucifoliatum Gand.
- ≡ Polygonum perfoliatum (L.) L. basionym — Горец стеблеобъемлющий
- ≡ Tracaulon perfoliatum (L.) Greene
- ≡ Truellum perfoliatum (L.) Soják — Колючестебельник пронзённолистный

## Съедобность
Съедобный вид. Нежные листья и побеги можно есть сырыми или готовить в виде зеленого салата или овощей, а плоды сладкие и их можно есть свежими.

## Использование
В традиционной китайской медицине Persicaria perfoliata известна как гангбангуи (кит. трад. 杠板归, пиньинь gāngbǎngūi), и считается полезным для различных лекарственных средств в фитотерапии. Его также можно использовать в качестве волокна или для изготовления канатов.

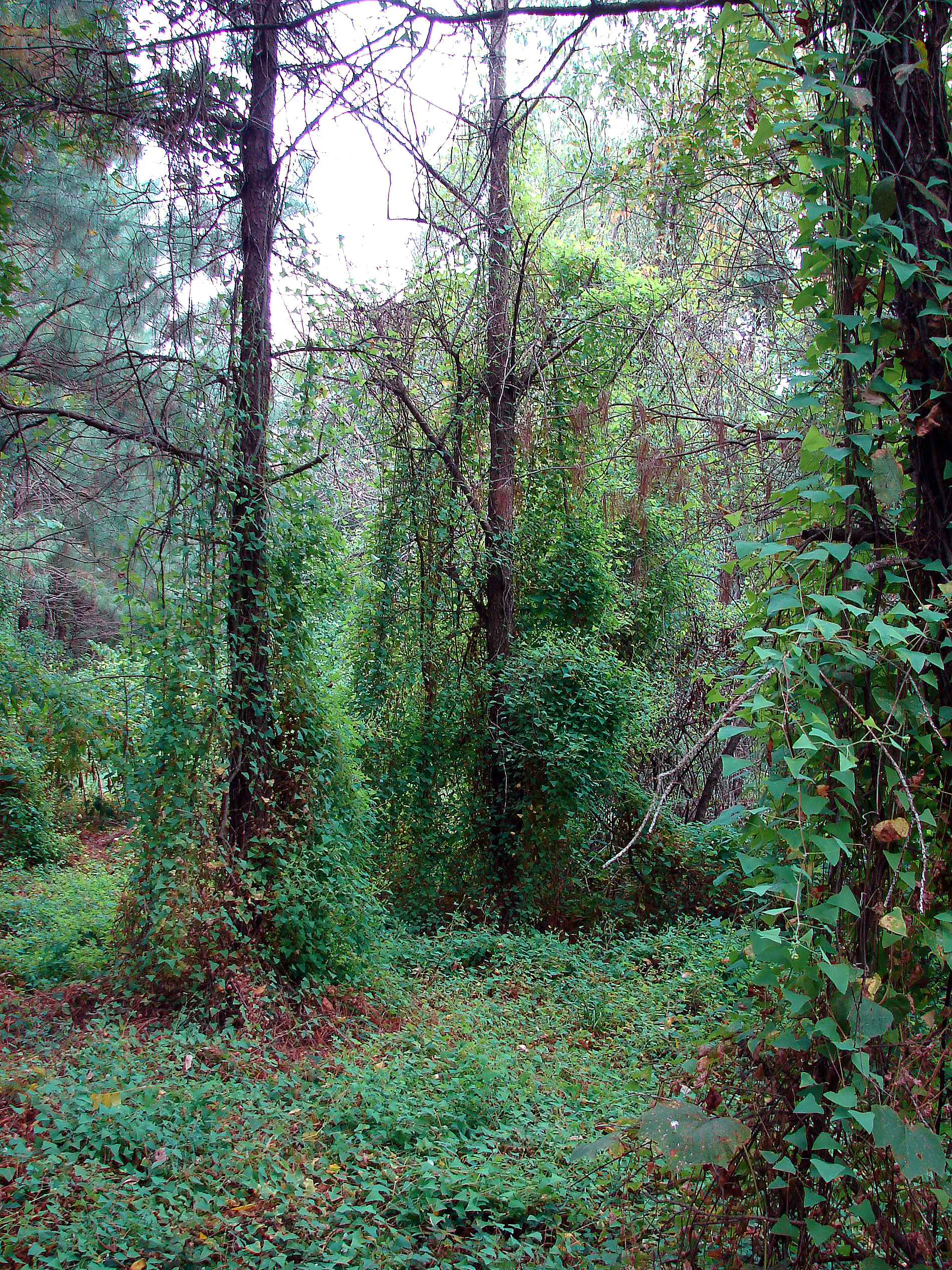
Плетистые заросли Persicaria perfoliata

## Интродукция в США

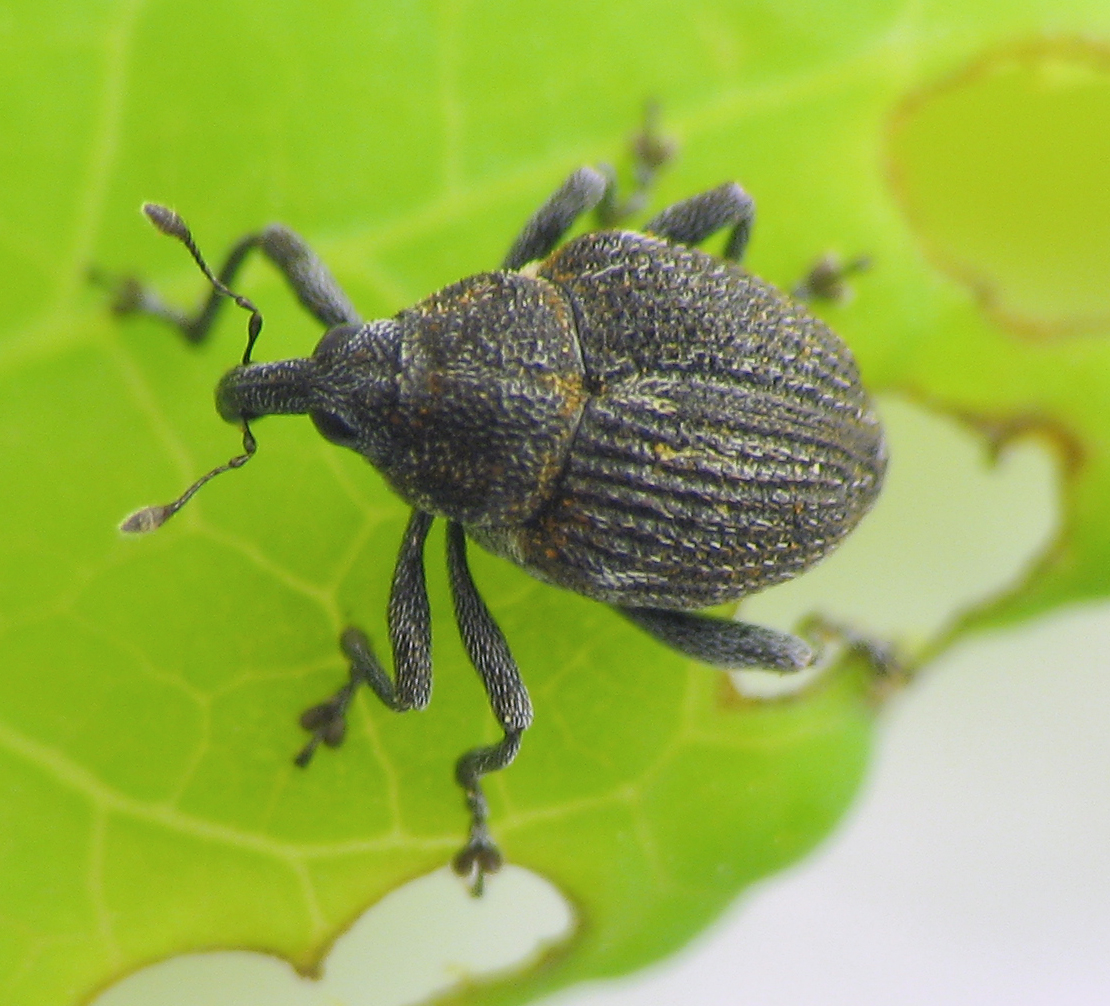
Долгоносик Rhinoncomimus latipes используется в качестве биоконтроля в США

Первые сведения о Persicaria perfoliata в Северной Америке относятся к Портленду, штат Орегон (1890 г.), и Белтсвиллю, штат Мэриленд (1937 г.). Оба эти участка были ликвидированы или не создали постоянных популяций вида. Однако интродукция P. perfoliata где-то между концом 1930-х и 1946 годами в питомнике в Стюартстауне, графство Йорк,  Пенсильвания, привела к появлению популяции этого растения, которая прижилась в дикой природе. Предполагается, что семена были распространены с подвоем рододендрона. Начиная с 2004 года долгоносик Rhinoncomimus latipes был завезен на восток США для борьбы с этим растением с определенным успехом. 

## Размножение и воспроизведение
Самоопыляющееся растение (что подтверждается его незаметными закрытыми цветками со слабым запахом), с редким ауткроссингом. Плоды и жизнеспособные семена образуются без помощи опылителей. Вегетативное размножение от корней для этого растения не имело успеха. Это очень нежный однолетник, увядающий при небольших заморозках и успешно размножающийся до первых заморозков. P. perfoliata является плодовитым сеятелем, дающим много семян на одном растении в течение длительного сезона, с июня по октябрь в Вирджинии, и немного более короткого сезона в более северных географических районах. Он может покрывать до 30 футов (9,1 м) за один сезон, а на юге США может быть и больше.
Птицы, вероятно, являются основными агентами распространения P. perfoliata на большие расстояния. Наблюдался перенос семян на короткие расстояния местными видами муравьев. Этой активности, вероятно, способствует наличие крошечного белого пищевого тела ( элаосомы ) на кончике семени, которое может быть привлекательным для муравьев. Эти муравьи-носители семян могут играть важную роль в выживании и прорастании семян P. perfoliata . Местные популяции птиц важны для расселения под инженерными коммуникациями, кормушками для птиц, ограждениями и другими местами насеста. Другие животные, поедающие его плоды, — это бурундуки, белки и олени.
Вода также является важным способом распространения. Его плоды могут оставаться на плаву в течение 7–9 дней, что является важным преимуществом для рассеивания семян на большие расстояния в ручьях и реках. Длинные лозы часто свисают над водными путями, позволяя отслоившимся плодам уноситься течением воды.

## Химия
Persicaria perfoliata содержит фенилпропаноидные эфиры, такие как 6'-ацетил-3,6-диферулоилсахароза ( гелониозид B ), 2',4',6'-триацетил-3,6-диферулоилсахароза, 1,2',4',6'- тетраацетил-3,6-диферулоилсахароза, 1,2',6'-триацетил-3,6-диферулоилсахароза, 2',6'-диацетил-3,6-диферулоилсахароза, 1,3,6-три-п-кумароил- 6'-ферулоилсахарозы, ваникозид А и ваникозид В. 